# 赫特猶太會堂

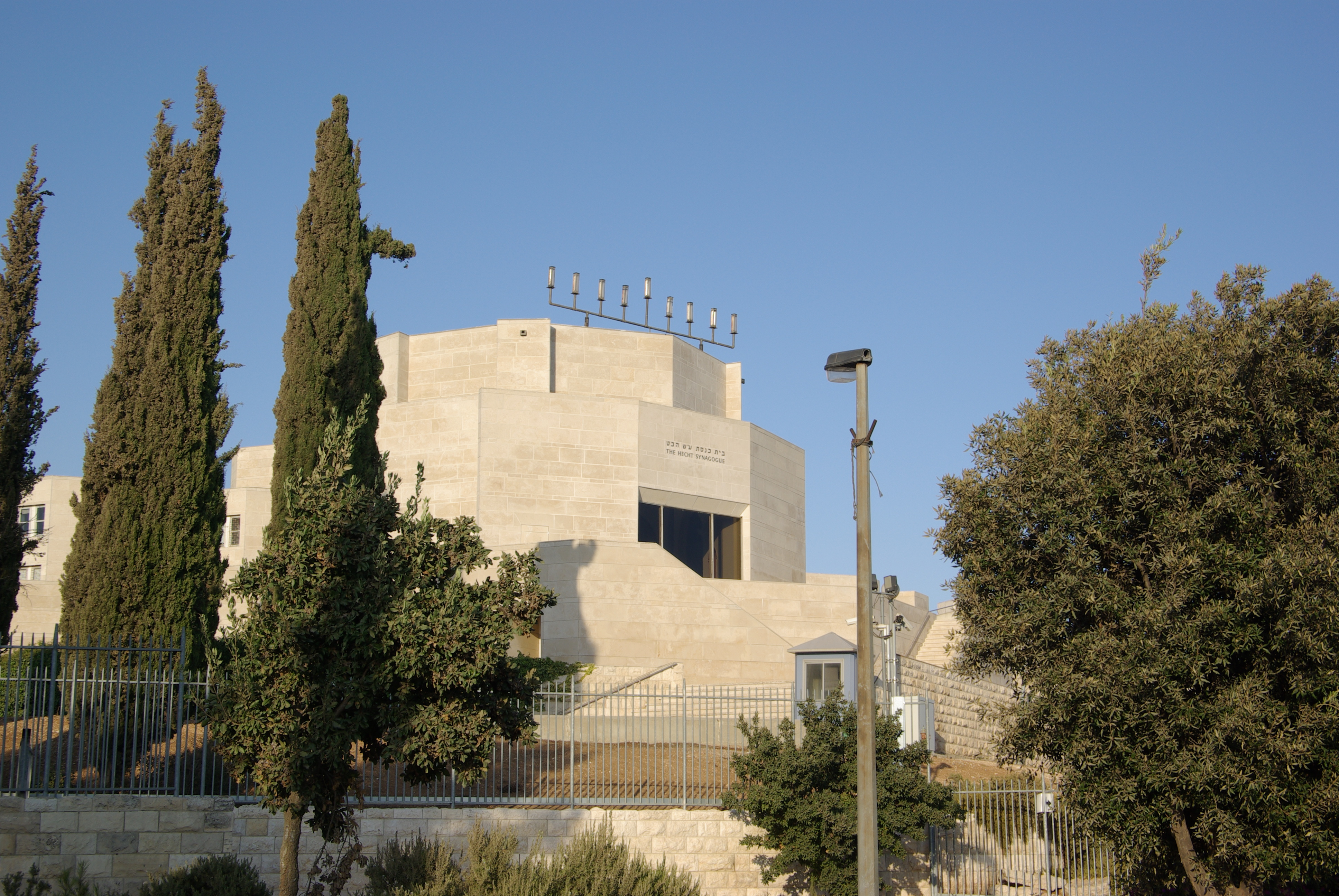
赫特猶太會堂

赫特猶太會堂（希伯來語：‎）是位於以色列耶路撒冷希伯來大學的一座猶太會堂。會堂的名稱取自於美國內華達州共和黨參議員奇克·赫特。赫特猶太會堂建築的設計者是以色列建築家Ram Karmi，竣工於1981年6月29日。赫特猶太會堂設在希伯來大學人文學院內，在此可俯瞰聖殿山。